# Intolerbilius nihil est, quam femina dives
 Intolerbilius nihil est, quam femina dives лат. (изговор: интолерабилијус нихил ест, квам фемина дивес). Нема ништа несносније од богате жене (Јувенал)

## Поријекло изреке
Ову мисао је изрекао на прелазу првог у други вијек нове ере познати римски пјесник Јувенал , (лат. Iuvenalis, Decimus Iunius).

## Тумачење
У времену у коме настаје ова изрека жена је имала инфериоран статус. Била је омаловажена, понижена и без икаквих права. Са назнаком и најмање повластице и богатства тек је искакала из дозвољеног јој друштвеног статуса, а таква је, невјероватно лако, постајала и несносна. Ипак је овдје једино доказана универзална истина,без обзира на пол, старост, националност... да богатство може бити несносно.